# Melanocharis striativentris
El picabayas estriado (Melanocharis striativentris) es una especie de ave paseriforme de la familia Melanocharitidae endémica de Nueva Guinea.

## Descripción
El picabayas estriado es  un pájaro pequeño y de colorido discreto que mide alrededor de 14 cm de largo. A diferencia de sus congéneres los machos de esta especie no presentan plumajes llamativos. En el plumaje de ambos sexos predominan los tonos verdes oliváceos, con vetas blanquecinas en el vientre. Su pico es corto y negruzco, con las comisuras de su base amarillas.

## Distribución y hábitat
Se encuentra únicamente en las selvas húmedas de las montañas de la isla de Nueva Guinea, distribuido por toda su cordillera Central salvo su tramo más occidental.